# Neoepiscardia sinuosa
Neoepiscardia sinuosa är en fjärilsart som beskrevs av László Anthony Gozmány. Neoepiscardia sinuosa ingår i släktet Neoepiscardia och familjen äkta malar. Inga underarter finns listade i Catalogue of Life.